# Зуби

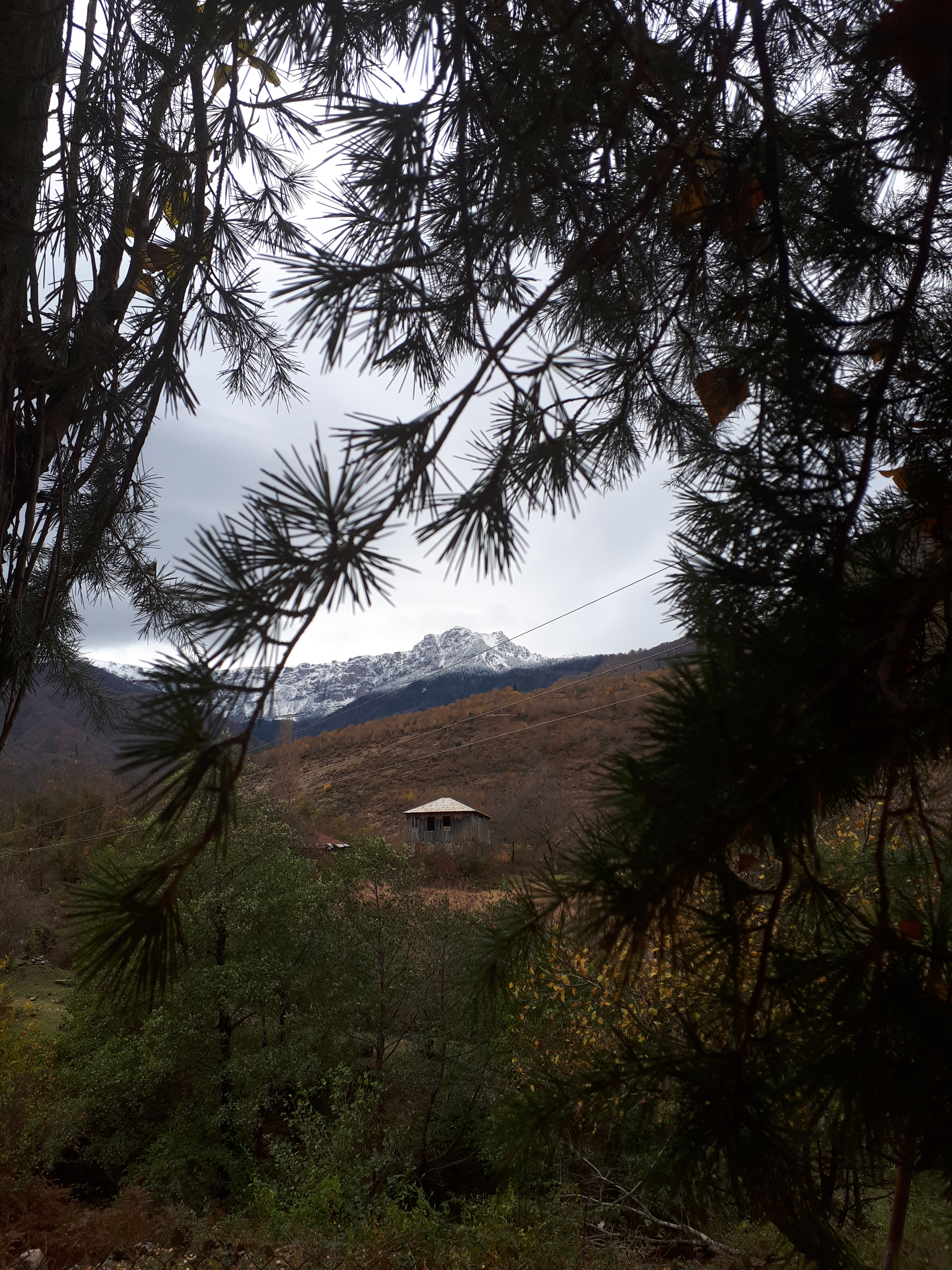
деревня Зуби вид на плато Асхи

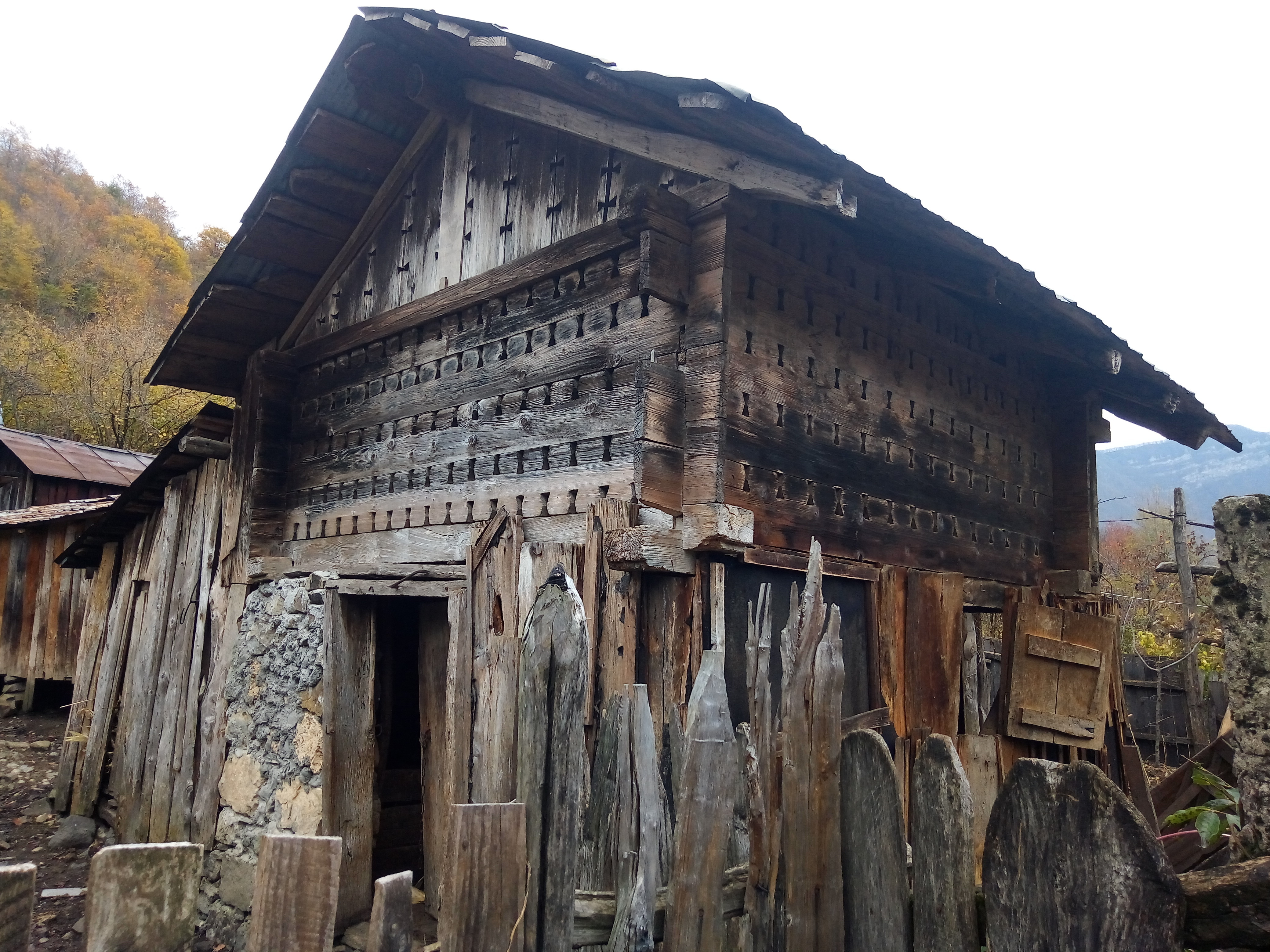
Хранилище зерна в Зуби

Зуби — село в Цагерском муниципалитете края Рача-Лечхуми и Нижняя Сванетия в Грузии. Расположена в горном ущелье на реке Кверешула (приток реки Цхенисцкали). Относится к региону Лечхуми.
Ближайшие крупные города: город-бальнеологический курорт Цхалтубо (42 км), г. Кутаиси (50 км). Международный аэропорт Кутаиси им. Давида Агмашенебели (49 км).
Уникальна своим средневековым бытом и прекрасными горными пейзажами. В деревне около 250 домов разбросанных по склонам плато Асхи, церковь, школа. История деревни берет начало как минимум в X веке. Именно этим веком датируется церковь, расположенная на вершине холма в центре деревни. Деревня находиться в ущелье с микрозоной сформированной легендарной горой Хвамли и склонами плато Асхи (высота 2250 м.).
Флора и фауна характерны для данного региона Грузии. Можно встретить редких животных: медведь кавказский и бурый, волк, серна, белоголовый сип, оляпка, скалолаз, черный дятел.
В 2015 году на средства семей Бенидзе, Чиковани и местных жителей коренных фамильных семей Чакветадзе построен великолепный православный храм.

## История
Благоприятные условия для жизни человека и труднодоступность региона способствовали расселению людей в данном регионе с времен неолита. Об этом свидетельствуют многочисленные артефакты полученные в процессе археологических изысканий. Часть экспонатов из села Зуби находятся в музее г. Цагери. Более 30 экспонатов из соседней деревни Окуреши помещены в эрмитаж г. Санкт-Петербург.
По мнению английских палеометаллургов в Цагерском муниципалитете, в том числе в селе Зуби, зародилась мировая металлургия.
По легендам именно в этом районе Колхиды на реки Цхенисцкали (приток реки Риони (Фасис) древние Аргонавты искали золотое руно.
Еще по одной легенде Колхиды, к горе Хвамли был прикован Прометей.

## Социально-экономический уклад
На территории деревни сохранился средневековый уклад жизни, многие жители передвигаются на лошадях, живут сугубо сельским хозяйством, виноделием, скотоводством и охотой. В каждом хозяйстве сохранены традиционные для этого региона хранилища вина (мараны, чури), способы выпекания хлеба (торнэ) и водяные мельницы.
На территории села Зуби имеются естественные пещеры и остатки промышленных шахт по добыче баритов. Ближе к склонам плато Асхи можно наблюдать остатки окаменелых, под влиянием вулканической активности, деревьев. В селе Зуби течет бурная река Кверешула, множество мелких водопадов до 5 метров и ручьев. В связи с многочисленными порогами рыба в реке не живет. Климатическая микрозона формирует в деревне уникальные условия для роста черного винограда сорта Усахелаури (растет только в этом месте), из которого делают одно из редчайших вин Грузии — «Усахелаури».
В деревне прекрасный горный воздух способствующий лечению легочных проблем. Серные минеральные воды, текущие с некоторых участков гор села Зуби, хороши для лечения проблем опорно-двигательного аппарата и дерматитов.
С 2016 года, при поддержке ЕС, по деревне пролегает живописная экологическая тропа ведущая через реликтовые буковые, каштановые и пихтовые леса на плато Асхи (Плато Асхи — особо охраняемая природная территория).